# Sport in Suriname
Sport in Suriname wordt op grote schaal beoefend. De populairste teamsporten in Suriname zijn voetbal, basketbal en volleybal. Populaire individuele sporten zijn onder andere atletiek, badminton, dammen, judo, taekwondo, wielrennen en zwemmen. Er zijn 17 sportbonden verenigd in het Surinaams Olympisch Comité (SOC).

## Per sport

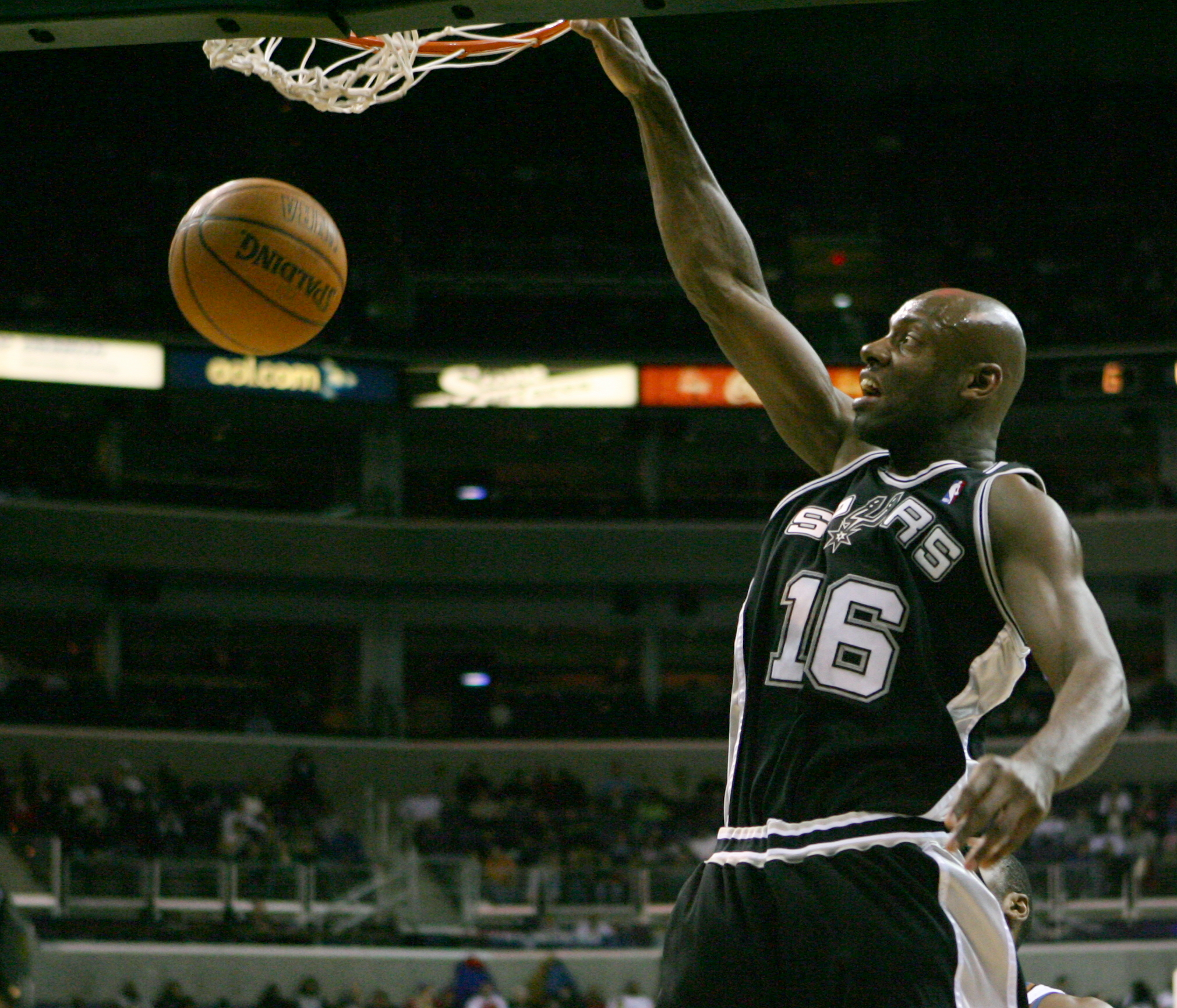
Francisco Elson

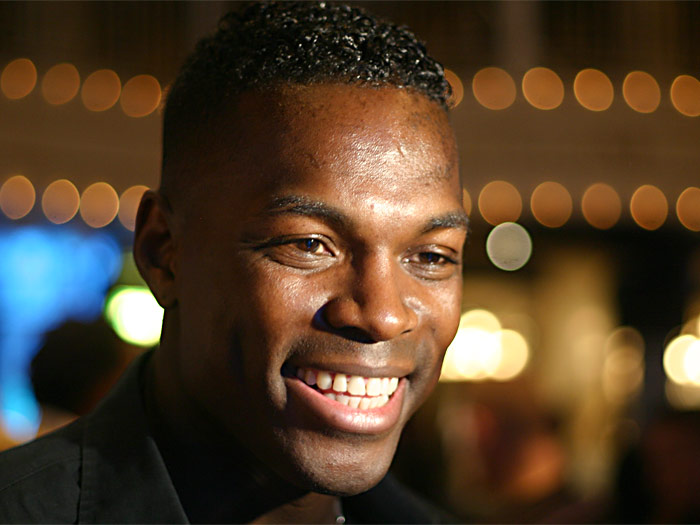
Remy Bonjasky

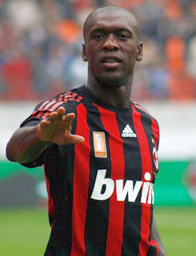
Clarence Seedorf uitkomend voor AC Milan

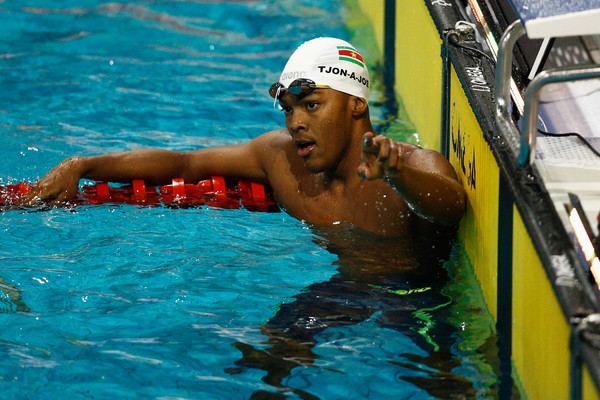
Renzo Tjon-A-Joe

### Atletiek
De meest bekende atlete uit Suriname is Letitia Vriesde, die een zilveren medaille won op het WK atletiek 1995 op de 800 meter, dit was bovendien de eerste medaille van een Zuid-Amerikaanse vrouwelijke atlete op een WK. Daarnaast won ze ook een bronzen medaille op het WK atletiek 2001, in totaal nam ze vijf maal deel aan de Olympische Spelen. Een andere succesvolle atleet is Tommy Asinga die een bronzen medaille veroverde op de 800 meter op de Pan-Amerikaanse Spelen 1991. Sprintster, tweevoudig wereldkampioene en wereldrecordhoudster Nelli Cooman, geboren in Suriname kwam uit voor Nederland.

### Badminton
In het badminton zijn bekende lokale helden Virgil Soeroredjo, Mitchel Wongsodikromo en Crystal Leefmans. Allen wonnen medailles op de Carebaco Caribbean Kampioenschappen, de Centraal-Amerikaanse en Caraïbische Spelen (CACSO Games) en op de Zuid-Amerikaanse Spelen (ODESUR). Virgil Soeroredjo kwam ook uit voor Suriname tijdens de Olympische Zomerspelen 2012, pas als tweede Surinamer na Oscar Brandon.

### Basketbal
Basketbal is een populaire teamsport in Suriname. In 2019 werd Ruckers voor het eerst landskampioen, door SCVU te verslaan in de play-offs. De Yellow Birds zijn een andere bekende basketbalclub, allen afkomstig uit Paramaribo. Surinaamse basketballers die in het buitenland actief zijn of zijn geweest zijn Sergio de Randamie en de voor het Nederlands basketbalteam uitkomende Worthy de Jong, Charlon Kloof en oud NBA-kampioen Francisco Elson.

### Cricket
Cricket wordt al lang in Suriname beoefend, veelal in Nickerie en Paramaribo, met name onder invloed van de populariteit van de sport in buurland Guyana, dat als onderdeel van het West-Indisch cricketelftal op internationaal topniveau speelt en meervoudig wereldkampioen is. Het Surinaams cricketelftal speelt maakt deel uit van de Surinaamse Cricket Bond, een geassocieerd lid van de International Cricket Council (ICC). Suriname en Argentinië zijn de enige ICC-associates in Zuid-Amerika, terwijl Guyana het enige full member is. Iris Jharap, geboren in Paramaribo, is de enige Surinaamse die een officiële ODI-wedstrijd heeft gespeeld voor het Nationale Nederlandse Cricketteam voor vrouwen.

### Dammen
Het Wereldkampioenschap dammen 1988 werd in Paramaribo gehouden, met verscheidene Surinaamse deelnemers, waaronder Surinaams recordkampioen John Sadiek. Sadiek is recordkampioen van Suriname met 11 nationale titels die hij behaalde in 1965, 1987, 1988, 1992, 1993, 1994, 1996, 2001, 2002, 2006 en 2007. Hij is een van de twee internationale meesters (IM) van Suriname.

### Vechtsporten
Een groot aantal vechtsporters uit Suriname of van Surinaamse afkomst zijn zeer succesvol op internationaal topniveau. De kickboksers Ernesto Hoost en Remy Bonjasky zijn meervoudig K-1 kampioenen. Andere wereldkampioenen kickboksen zijn onder meer Gilbert Ballantine, Rayen Simson, Melvin Manhoef, Tyrone Spong, Andy Ristie, Murthel Groenhart, Jairzinho Rozenstruik, Regian Eersel en Donovan Wisse. Wereldkampioenen boksen zijn Regilio Tuur en Raymond Joval. Bekende vrouwen zijn bokser en kickbokser Lucia Rijker, Muay Thai-kickbokser Ilonka Elmont en kickboks- en MMA-kampioen Germaine de Randamie.

### Voetbal
Voetbal is de populairste sport in Suriname. De Surinaamse Voetbal Bond werd in 1920 opgericht. Veel voetballers die zijn geboren in Suriname of met Surinaamse ouders zijn uitgekomen voor het Nederlands elftal. Voorbeelden van bekende voetballers uit Suriname die voor Nederland voetbalden zijn Clarence Seedorf, Aron Winter, Edgar Davids, Jimmy Floyd Hasselbaink en Stanley Menzo, alsook de in Nederland geboren Ruud Gullit, Frank Rijkaard, Patrick Kluivert, Georginio Wijnaldum en Virgil van Dijk, allen van Surinaamse komaf. De eerste in Suriname geboren speler van het Nederlands elftal was Humphrey Mijnals, die bovendien ook voor Suriname is uitgekomen, hij werd in 1999 verkozen tot Surinames voetballer van de eeuw. De eerste professionele Surinaamse voetballer was André Kamperveen, die aanvoerder was in de jaren '40 en waarnaar het nationale stadion in Paramaribo is genoemd.
Het grote aantal profvoetballers met Surinaamse roots heeft tot meerdere initiatieven geleid voor gelegenheidsteams, waaronder het Kleurrijk Elftal, waarvan een groot deel van de selectie in 1989 echter omkwam bij de SLM-ramp, en de Suriprofs, die met enige regelmaat wedstrijden tegen Nederlandse profclubs spelen. Sinds 2019 kunnen ook voetballers met een 'sportpaspoort' uitkomen voor het Surinaams voetbalelftal.

### Zwemmen
Suriname heeft succesvolle zwemmers voorgebracht. Anthony Nesty is de enige Olympische goudenmedaillewinnaar voor Suriname. Hij won goud op de 100 vlinderslag op de Olympische Zomerspelen 1988 in Seoul en op het zelfde onderdeel won hij ook een bronzen medaille, vier jaar later op de Olympische Zomerspelen 1992 in Barcelona. Op dit moment is Renzo Tjon-A-Joe de best presterende zwemmer van Suriname. In 2018 won Tjon-A-Joe op de drie grote regionale kampioenschappen goud op de 50 meter vrije slag; ODESUR de Zuid-Amerikaanse Spelen, de Centraal-Amerikaanse en Caraïbische Spelen en het CCCAN Kampioenschap. In juli 2019 won hij opnieuw twee gouden medailles op de 50 en 100 meter vrije slag in Barbados.

## Diaspora en sportpaspoort
Door de grote Surinaamse diaspora in Nederland, zijn er tevens veel sporters met een Surinaamse achtergrond actief in de Nederlandse sportwereld. Van oudsher kwamen deze sporters, die vaak een Nederlands paspoort hebben, niet uit voor Surinaamse nationale ploegen vanwege regelgeving. In de jaren 10 van de 21e eeuw is er echter nieuwe regelgeving gevormd, die ertoe heeft geleid dat sporters met behoud van hun Nederlandse paspoort voor Suriname kunnen uitkomen, met een zogenoemd 'sportpaspoort'. De in 2017 opgerichte Surinaamse Korfbal Federatie was een van de eerste sportteams waarin vrijwel exclusief spelers uit de Nederlandse competitie het Surinaams korfbalteam vormen. Vanwege het hoge korfbalniveau in Nederland resulteerde dit in de eindoverwinning op het Pan-Amerikaans kampioenschap korfbal 2018 in Colombia en een zesde plaats op het Wereldkampioenschap korfbal 2019 in Zuid-Afrika.

## Gedenktekens
Hieronder volgt een overzicht van gedenktekens van Surinaamse sporters:
- 1995: Borstbeeld van Anthony Nesty, voor de zwemvereniging De Dolfijn
- 2000: Standbeeld van André Kamperveen, voor het André Kamperveenstadion